# Englandskrigen
Englandskrigen (danska: Englandskrigene, (engelska: English Wars)) var en serie väpnade konflikter där Sverige stred mot Danmark-Norge, som en del av Napoleonkrigen. Konflikterna namnges efter en annan deltagare, Storbritannien, som förklarade krig mot Danmark-Norge på grund av oenighet om Danmarks handel, och för att hindra att Danmarks flotta föll i franska händer. Det började med slaget vid Köpenhamn 1801, fortsatte från 1807 och sedan kom Kanonbåtskriget och dansk-svenska kriget 1808–1809.
Danmarks nederlag innebar också att man förlorade sina förutsättningar att vara en större kolonialmakt.